# 도촌실기 (이수형)
도촌실기(桃村實紀) 또는 도촌선생실기는 조선 전기의 문신이자 은일사인 도촌 이수형(桃村 李秀亨, 1435 ~ 1528)의 문집으로 2권 1책으로 구성되었다. 이수형의 시, 송석충 사망 시 남긴 만장, 공북헌 현판과 눌은 이광정의 공북헌 현판 글, 창설재 권두경의 천인실 현판과 글, 사우록 등으로 구성되었다.
이수형은 조선 전기의 문신으로 문종 때 음서로 관직에 올라 선교랑 전생서령, 조봉대부 평시서령 등을 역임했다. 1455년 세조의 단종 폐위에 분개하여 벼슬을 버리고 처가의 고향인 영천 내성면 도촌 사제마을(후일의 봉화군 봉화읍 도촌리)로 낙향, 은거했으며 단종이 사사되자 마을 산으로 들어가 삼면은 벽이고, 북쪽으로 향한 문을 낸 집을 짓고 평생을 은둔하였다. 북쪽은 단종의 능침인 장릉이 있는 곳이다.
1738년(영조 14) 눌은 이광정이 지은 묘갈문, 장인이자 스승 김담(金淡), 교류하던 인물 원호, 송석충 등의 행적을 정리한 사우록(師友錄), 강원도 영월의 창절사(彰節祠)에 이수형을 비롯한 8賢의 추배를 주장했었던 영월원사림통태학문(寧越原城士林通太學文), 태학답통문(太學答通文) 등이 수록돼 있다.

## 기타
9대손 이경석(李慶氵+奭)이 한성부 판윤 간옹(艮翁) 이헌경(李獻慶)의 서문과, 강고(江皐) 유심춘(柳尋春)의 서문을 받아서 간행하려 하였으나 당대에 간행되지 못하고 이경석 사후인 1865년(고종 2) 간행되었다. 이후 1867년(고종 4) 다른 후손들이 김상인(金相寅)의 발문을 받아 재간행하였다. 1865년 간행된 초간본이 이왕가 도서관에 입수, 李王家圖書之章이 찍혔고 	한국학중앙연구원 장서각에 소장 중이다.

## 같이 보기
- 도계서원
- 이수형
- 공북헌